# 파트리크 드브지앙
파트리크 드브지앙(프랑스어: Patrick Devedjian, 아르메니아어: Պատրիկ Դևեջյան, 1944년 8월 26일 ~ 2020년 3월 29일)은 프랑스의 정치인이다.
오스만 제국의 아르메니아인 동물학자 카르킨 데베치얀의 손자이다. 오스만 제국에서 태어난 아버지가 1차 세계 대전 이후 프랑스로 이주하였다.
파트리크 드브지앙은 17세 때부터 극우집단인 옥시당 활동을 하였다. 이후 1976년 창당한 우익 정당인 공화국연합에서 대변인 등으로 활동했다.
2020년 코로나19로 사망하였다.